# Christina Jackson

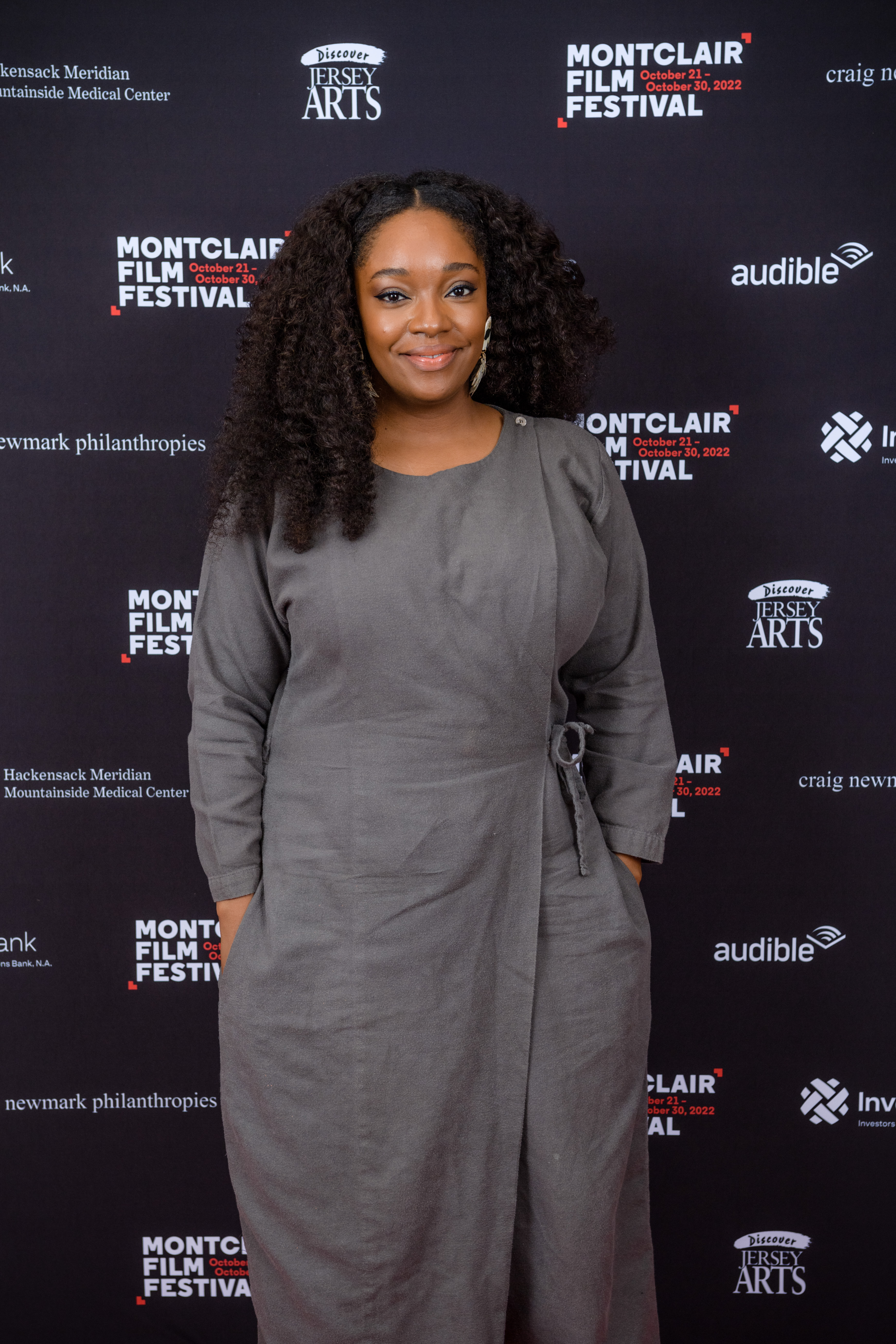
Christina Jackson (2022)

Christina Jackson (* 14. Juli 1987 in Plainfield, New Jersey) ist eine US-amerikanische Schauspielerin.

## Leben und Karriere
Christina Jackson wurde 1987 in Plainfield, New Jersey geboren und wuchs mit vier jüngeren Brüdern auf. Im Alter von fünf Jahren zog sie mit ihrer Familie nach Newark, ehe sie nach der Trennung ihrer Eltern abwechselnd bei ihrem Vater in Plainfield und ihrer Mutter in Newark lebte. Durch ihr Interesse am Lesen und Gesang empfahl ein Lehrer Jackson in der Middle School den Theaterclub, der ihr Interesse am Geschichtenerzählen und der Schauspielerei weckte. Daher besuchte Jackson die Newark Arts High School, die sie 2005 gemeinsam mit ihrem Klassenkameraden Michael B. Jordan abschloss. Bereits zuvor wurde sie in ein Management in New York City aufgenommen, das ihr erste Vorsprechen für Werbespots vermittelte.
Erste Erfahrungen als Schauspielerin sammelte Jackson im Theaterstück The G Word über den Darfur-Konflikt im New Yorker La MaMa Theater, während sie parallel dazu Gastrollen in der Fernsehserie Love Monkey und der Filmkomödie Harold übernahm. Nach einem erfolglosen Screentest für die Seifenoper Liebe, Lüge, Leidenschaft erhielt Jackson im Jahr 2011 schließlich eine Nebenrolle in der zweiten Staffel der Dramaserie Boardwalk Empire, mit der sie ihren Durchbruch als Schauspielerin feierte. Es folgten vorrangig Gast- und Nebenrollen in Fernsehserien wie Blue Bloods – Crime Scene New York, Deception, Elementary und Outsiders, ehe sie 2017 nach den Toden ihres Bruders, ihrer Großmutter und ihres Stiefvaters eine zweijährige Auszeit von der Schauspielerei nahm.
Nach ihrer Pause wirkte Jackson zu Beginn der 2020er Jahre in den Dramaserien The Good Fight sowie Swagger und dem Mystery-Thriller The House at Night mit. Eine erste größere Filmrolle übernahm sie 2022 im Historienfilm Devotion über den Koreakrieg, wo sie an der Seite von Jonathan Majors zu sehen war. Für ihre Darstellung wurde Jackson im selben Jahr von Variety als eine von „10 Actors to Watch“ aufgeführt. Zwei Jahre später verkörperte sie die US-amerikanische Politikerin Barbara Lee im Biopic Shirley über die von Regina King gespielte erste afroamerikanische Abgeordnete des Repräsentantenhauses Shirley Chisholm.

## Filmografie
- 2006: Love Monkey (Fernsehserie, Folge 1x08)
- 2008: Harold
- 2011: Unforgettable (Fernsehserie, Folge 1x02)
- 2011–2013: Boardwalk Empire (Fernsehserie, 8 Folgen)
- 2012: Blue Bloods – Crime Scene New York (Blue Bloods, Fernsehserie, Folge 2x14)
- 2012: River Ridge (Fernsehserie, 6 Folgen)
- 2013: Deception (Fernsehserie, 5 Folgen)
- 2014: Elementary (Fernsehserie, Folge 2x18)
- 2016–2017: Outsiders (Fernsehserie, 24 Folgen)
- 2017: Bull (Fernsehserie, Folge 1x12)
- 2019–2020: The Good Fight (Fernsehserie, 6 Folgen)
- 2020: The House at Night (The Night House)
- 2021–2023: Swagger (Fernsehserie, 16 Folgen)
- 2022: Devotion
- 2024: Shirley